# 豊浜 (福岡市)
豊浜（とよはま）は、福岡県福岡市西区にある町名。現行の行政地名は、豊浜一丁目から三丁目まで。面積は34.95ヘクタール。2022年11月末現在の人口は2,166人。郵便番号は819-0014。

## 概要
福岡市の中心とされる中央区天神の西約5.5キロメートル、福岡市西区の北東部に位置し、北は愛宕浜と、東で室見川の河口部（港湾区域）と、南はマリナ通りを挟んで愛宕と、西は姪浜及び愛宕浜と接している。東は室見川の河口部を隔てて百道浜と向き合っている。百道浜とは愛宕大橋（マリナ通り）により繋がる。
豊浜団地を中心として概ね閑静な住宅街となっている。また、幹線道路であるマリナ通りの沿線は、大規模な商業施設（大型商業施設イオンマリナタウン店）のほか、小規模な店舗や医療施設がある。

### 河川
豊浜の東側に次の河川の河口（港湾区域）が横断している。
- 室見川（二級河川）

### 都市計画
都市計画に関しては、「福岡市都市計画マスタープラン」において、豊浜は戸建住宅などの低層住宅を主とする住宅地で、良好な住環境の保全・形成、緑化の推進などをまちづくりの視点とする「低層住宅ゾーン」として位置づけられている。また、西区の中心拠点として利便性の高い「地域拠点」と位置付けられる姪浜駅周辺の地区とも近接している。用途地域は、マリナ通りの道路境界線から概ね50メートルの地域並びに三丁目及びこれに接する二丁目の一部の地域が第二種住居地域に、これ以外の地域は第一種低層住居専用地域に指定されている。

## 歴史
全域が昭和以降にできた埋立地である。

### 埋立整備事業の背景と実施計画
福岡市の人口は、昭和20年代は年間3万人、昭和30年代は年間2万人程度の増加を示し、市街化区域内だけで住宅用地を供給することが困難であるため、海面を埋め立てて需要に応じなければならなくなった。このため、昭和40年代になって、豊浜団地（昭和43年2月5日竣功）が埋め立てられ、次の城浜団地（昭和44年2月13日竣功）、福浜団地（昭和44年12月17日竣功）、香椎浜地区（昭和51年11月20日竣工）の埋立へつながっていった。
豊浜団地については、1962年（昭和37）に閉山した姪浜炭鉱（早良炭鉱）の跡地の北側で、日本住宅公団により1964年（昭和39年）から1968年（昭和43年）にかけての埋立てが行われた。埋立には早良鉱業株式会社の炭鉱業に伴ってできたボタ山のボタなどが使用された。

### 町域の変遷
| 住居表示実施後     | 実施年月日         | 住居表示実施前（各大字の一部） |
| ------------------ | ------------------ | ------------------------------ |
| 豊浜一丁目〜二丁目 | 1968年（昭和43年） | 埋立地                         |
| 豊浜三丁目         | 1976年（昭和51年） | 埋立地                         |

## 人口
豊浜一丁目から三丁目までを合わせた人口の推移を福岡市の住民基本台帳（公称町別）に基づき示す（単位：人）。集計時点は各年9月末現在である。
- 2001年（平成13年）：2,188
- 2002年（平成14年）：2,163
- 2003年（平成15年）：2,169
- 2004年（平成16年）：2,145
- 2005年（平成17年）：2,135
- 2006年（平成18年）：2,145
- 2007年（平成19年）：2,153
- 2008年（平成20年）：2,129
- 2009年（平成21年）：2,149
- 2010年（平成22年）：2,158
- 2011年（平成23年）：2,134
- 2012年（平成24年）：2,120
- 2013年（平成25年）：2,095
- 2014年（平成26年）：2,112
- 2015年（平成27年）：2,130
- 2016年（平成28年）：2,122
- 2017年（平成29年）：2,116
- 2018年（平成30年）：2,154
- 2019年（令和元年）：2,140
- 2020年（令和2年）：2,179
- 2021年（令和3年）：2,167
- 2022年（令和4年）：2,169

## 交通
町内の主な公共交通機関としてはバスがあり、また、町外ではあるが鉄道の駅も比較的近くにある。

### 道路

#### 都市高速道路
都市高速道路としては、町内の東側に福岡高速道路の福岡高速環状線が通っており、町外ではあるが、最寄りの出入口は次の通り。
- 愛宕出入口（料金所・ランプ）

#### 市道
福岡市が管理する市道の主要なものは次のとおりである。
- 市道愛宕姪の浜線（福岡市道路愛称：マリナ通り）

### 鉄道
町内に鉄道は通っていない。最寄りの鉄道駅は福岡市交通局が運営する福岡市地下鉄空港線の室見駅であり、距離は道程で約1から2キロメートルである。また、福岡市地下鉄・九州旅客鉄道筑肥線の姪浜駅も近い。

### バス
バスについては、西日本鉄道が運営するバスが運行しており、次の停留所がある。
- 愛宕公民館前
- 豊浜団地
- 愛宕神社入口

また、隣接する町内（愛宕浜）にある次の停留所も近い。
- 郵便局前
- マリナタウン第一
- 愛宕浜一丁目

## 主な施設

### 公共・公益施設
町内の主な公共・公益施設は次のとおり。
- 豊浜公園[注釈 1]

### 商業施設
- イオンマリナタウン店（旧・ショッパーズモールマリナタウン）

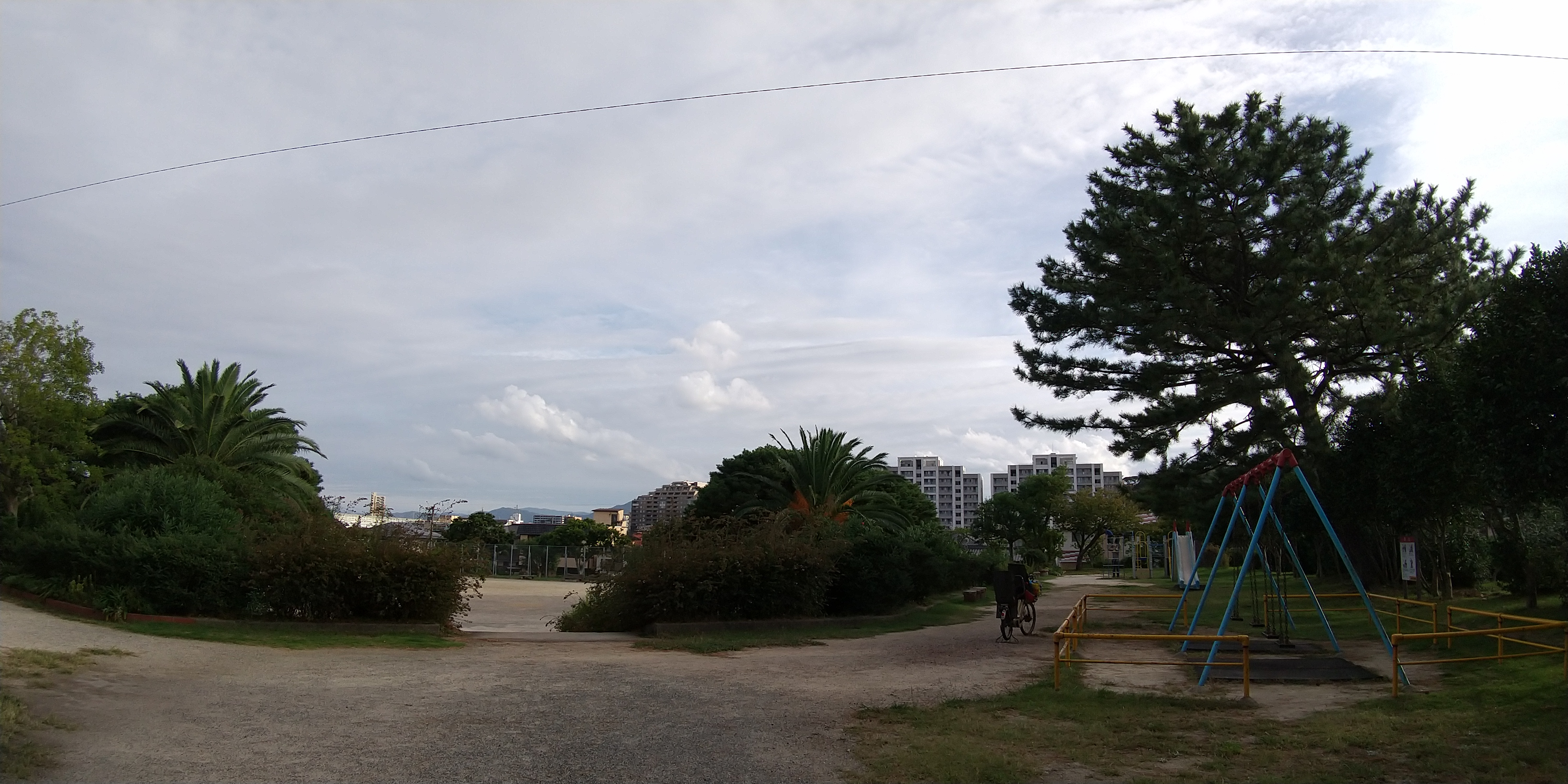
豊浜公園
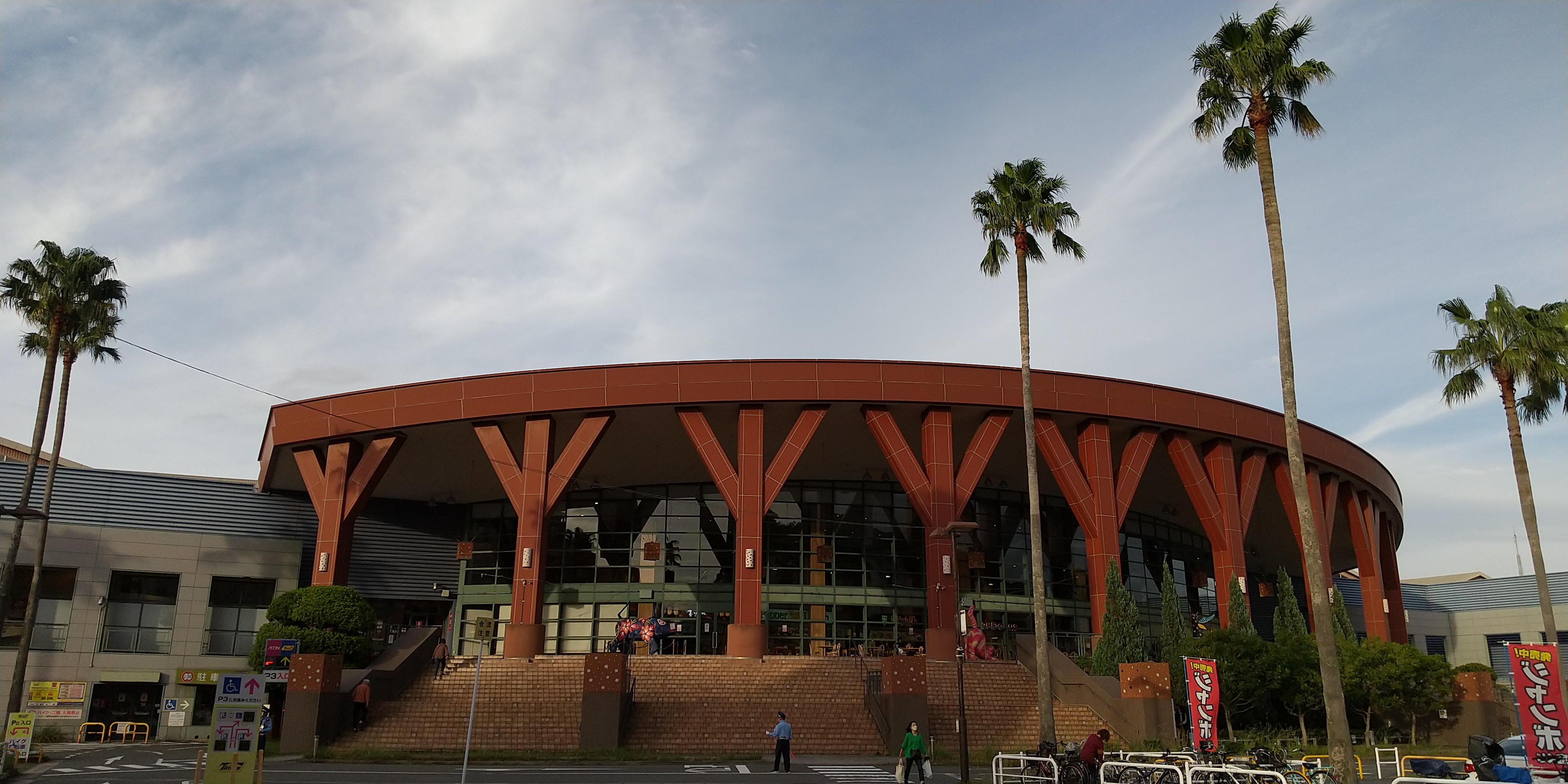
イオンマリナタウン店（入口）

## 教育施設
町内に小中学校はなく、福岡市立愛宕小学校と福岡市立姪浜中学校の校区となっている。

## ギャラリー

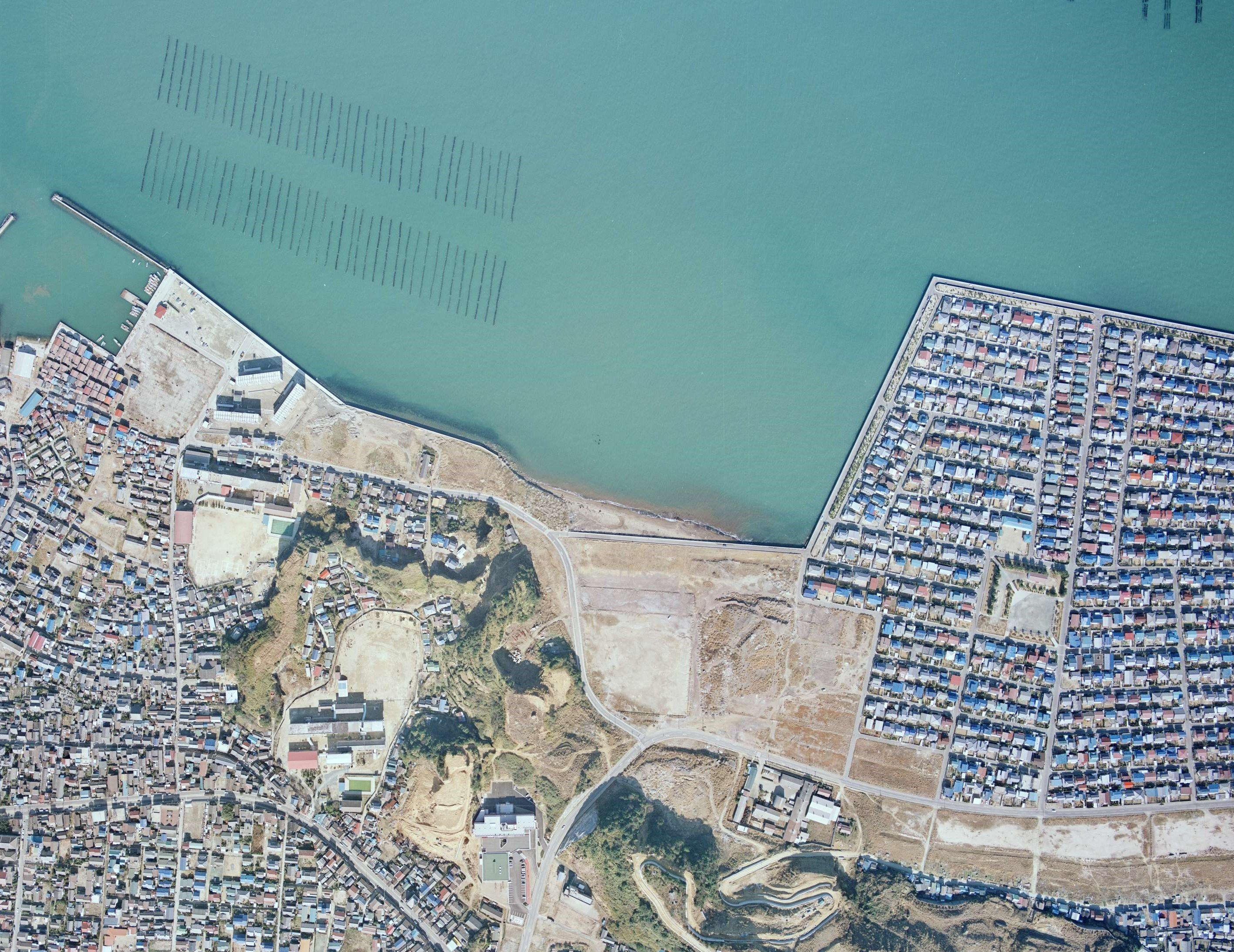
1975年撮影の航空写真。右側の地域が豊浜。
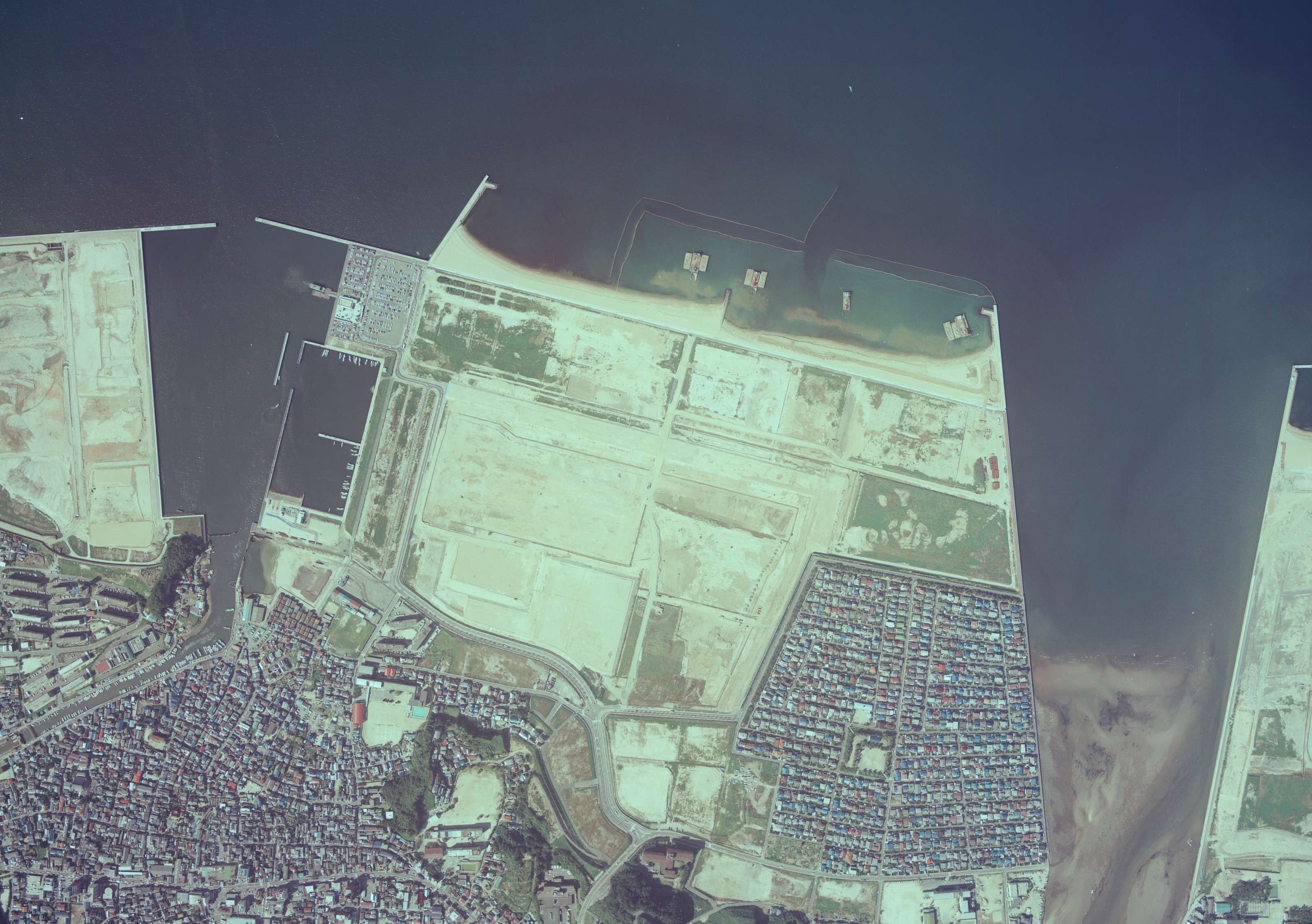
1987年、埋立がほぼ完了した西福岡マリナタウン。右下の地域が豊浜。
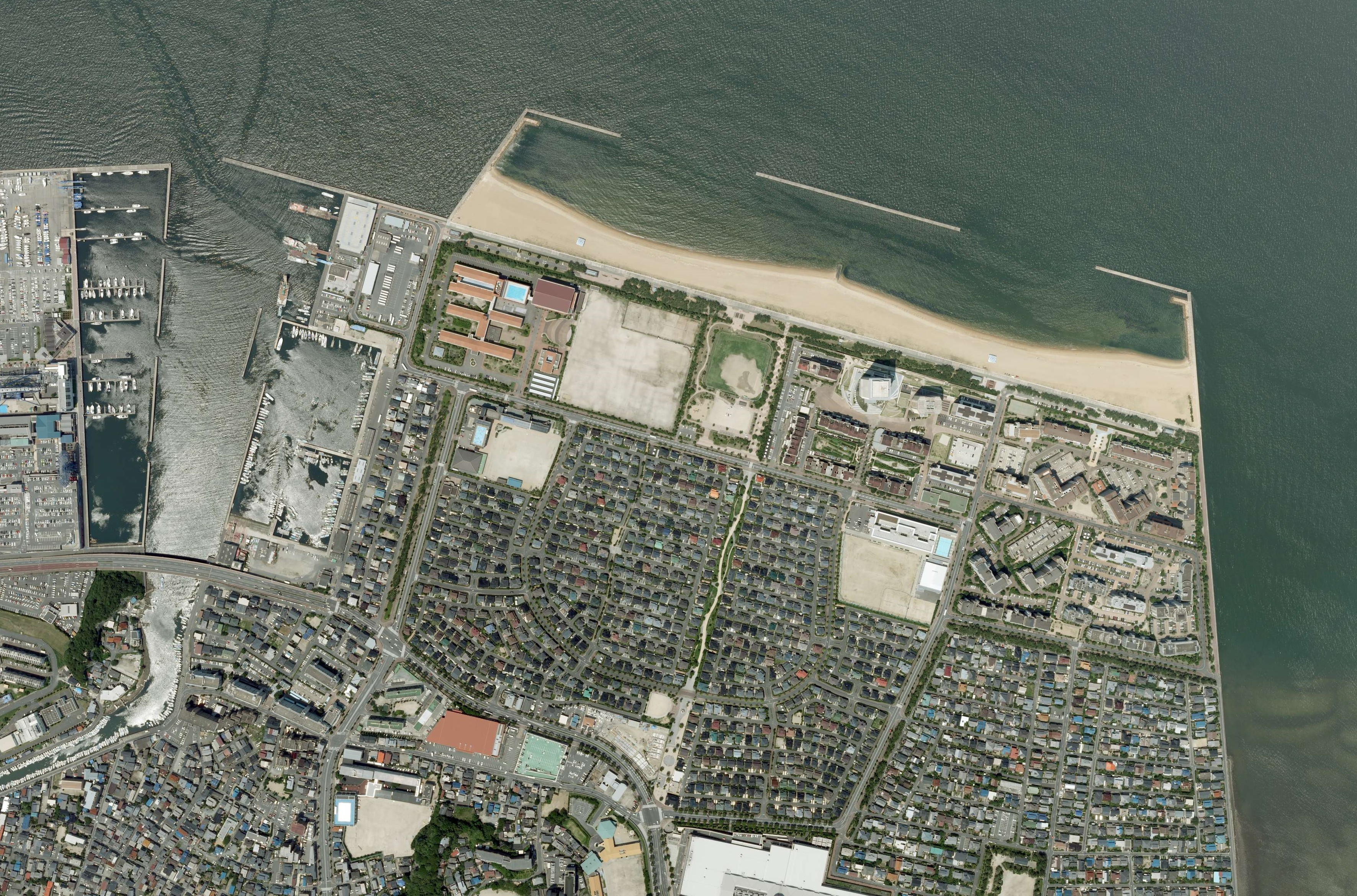
2007年撮影の航空写真。右下地域が豊浜。
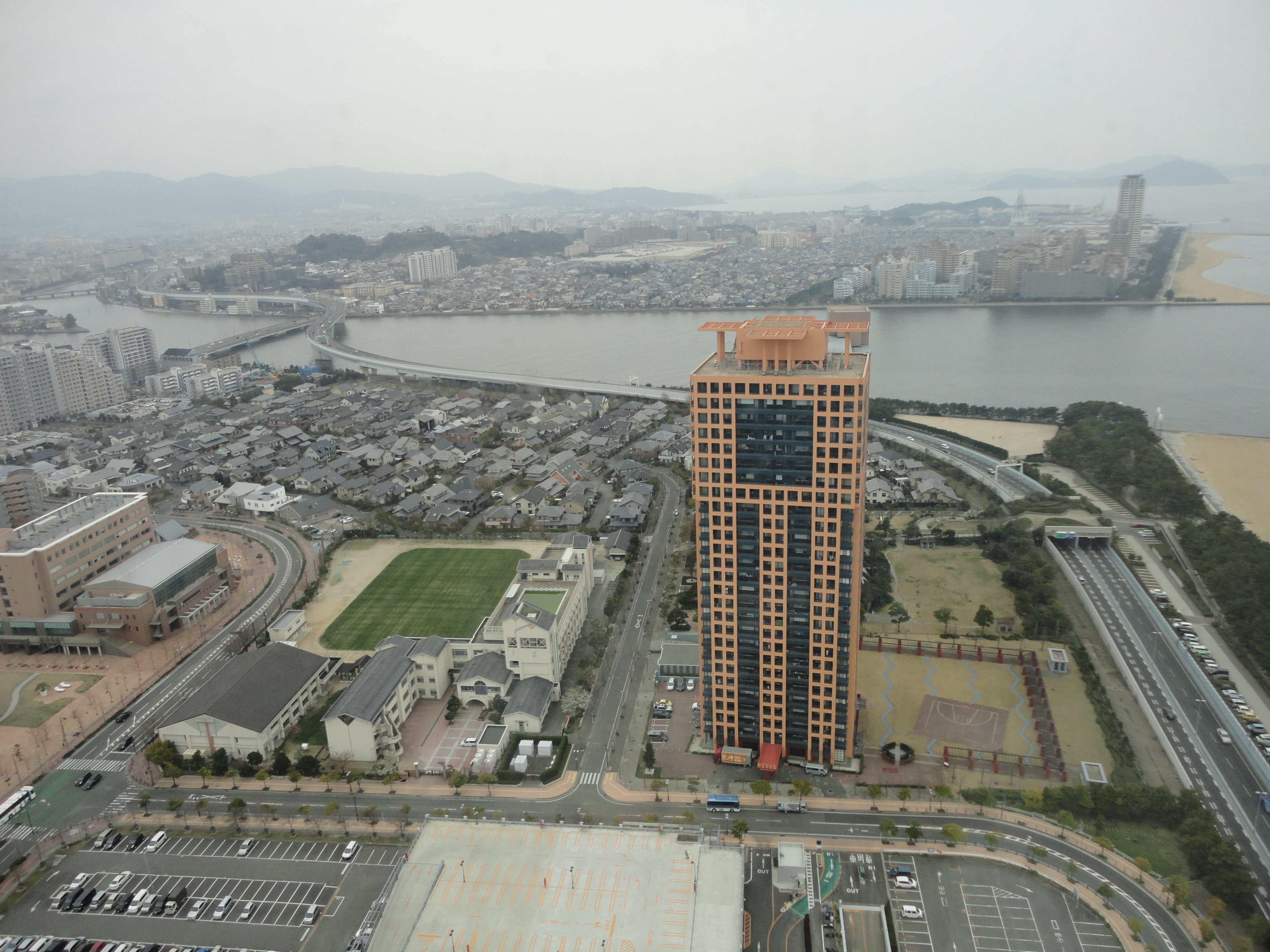
福岡タワーから撮影。室見川の向こう側、左側が豊浜。